# Circuit international de Corée

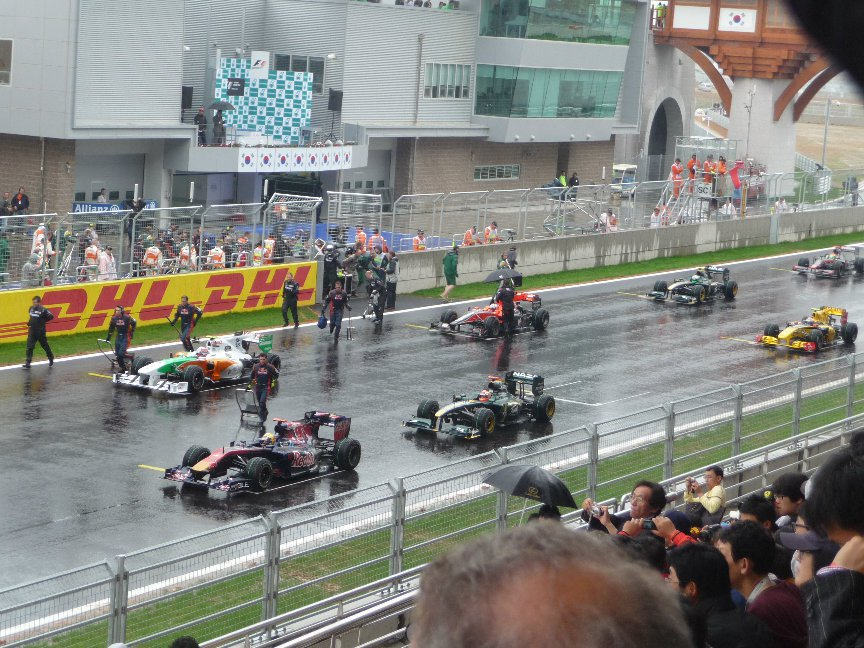
La grille de départ du GP de Corée 2010

Le circuit international de Corée (Korea International Circuit) est un circuit de 5,621 km de long situé dans le district de Yeongam (à environ 400 km au sud de Séoul, en face de la ville de Mokpo) qui a accueilli le Grand Prix de Corée du Sud de 2010 à 2013. Sa construction résulte d'un accord de 264 millions de dollars entre Bernie Ecclestone et le promoteur du Grand Prix, Korea Auto Valley Operation (KAVO).
La conception du circuit a été confiée à l'architecte allemand Hermann Tilke. La piste n'a été homologuée par la FIA que le 12 octobre 2010 alors que l'ensemble des installations du circuit n'était pas achevé (tous les éléments de sécurité et les infrastructures nécessaires aux équipes et au déroulement de l’épreuve sont néanmoins en place). La partie temporaire du circuit longe la façade maritime de la province et les spectateurs peuvent regarder la course depuis une promenade, des hôtels ou des yachts. La partie permanente comprend un large complexe (magasins, restaurants...) utilisé comme stands lors des weekends de Grand Prix.
L'une de ses spécificités est qu'il est présente un sens anti-horaire. Dans le cadre du championnat du monde de Formule 1, seuls les circuits de Singapour, d'Austin, d'Istanbul, d'Interlagos et d'Abou Dabi sont dans ce cas.
Le premier Grand Prix de Formule 1 a lieu le 24 octobre 2010. Le contrat, prévu pour une durée de sept ans avec une prolongation possible de cinq ans, est rompu assez rapidement puisque l'édition 2013 est la dernière organisée sur ce circuit ; Bernie Ecclestone justifie cette décision à cause de la non-réalisation d'infrastructures initialement prévues.

## Palmarès en Formule 1
| Année | Pilote           | Écurie           | Date       | Résultats |
| ----- | ---------------- | ---------------- | ---------- | --------- |
| 2010  | Fernando Alonso  | Ferrari          | 24 octobre | Résultats |
| 2011  | Sebastian Vettel | Red Bull-Renault | 16 octobre | Résultats |
| 2012  | Sebastian Vettel | Red Bull-Renault | 14 octobre | Résultats |
| 2013  | Sebastian Vettel | Red Bull-Renault | 6 octobre  | Résultats |